# Nemesio Tamayo
Nemesio Tamayo (* 20. Februar 1907 in Bilbao; † 21. August 1991 in León, Guanajuato, Mexiko) war ein ursprünglich spanischer und später eingebürgerter chilenischer Fußballspieler auf der Position eines Verteidigers, der nach seiner aktiven Laufbahn als Trainer tätig war.

## Leben
Der im Baskenland geborene Tamayo wuchs nach der Auswanderung seiner Eltern in Chile auf. Tamayo spielte zu Beginn seiner aktiven Laufbahn unter anderem für den Audax CS Italiano und nahm schließlich die chilenische Staatsbürgerschaft an.
In der Saison 1933/34 spielte er für den in Mexiko-Stadt ansässigen Real Club España und gewann mit ihm die Meisterschaft der Liga Mayor. Es war bereits der elfte Meistertitel der Españistas.
In der darauffolgenden Saison 1934/35 absolvierte Tamayo für seinen eigentlichen Heimatverein Athletic Bilbao drei Spiele in der spanischen Primera División.
1937 gewann er mit Chiles heute populärstem Verein Colo-Colo den ersten Meistertitel in der Geschichte der Albos.
Nach Beendigung seiner aktiven Laufbahn war er in den Spielzeiten 1943/44 und 1944/45 Trainer des Club Deportivo Guadalajara.
Nach Angaben der spanischen Wikipedia (Button links) arbeitete Tamayo bereits zuvor als Spielertrainer bei seinem Exverein España sowie unmittelbar vor seiner Tätigkeit für Deportivo Guadalajara als Auswahltrainer der Selección Jalisco. Später sollen unter anderem die mexikanischen Erstliga-Vereine San Sebastián de León und CD Irapuato zu seinen Trainerstationen gezählt haben.

## Erfolge
- Mexikanischer Meister: 1933/34
- Chilenischer Meister: 1937